# Stora Läresbovattnet
Stora Läresbovattnet är en sjö i Lilla Edets kommun i Bohuslän och ingår i Bäveåns huvudavrinningsområde.